# Mixquitillo
Mixquitillo är en ort i Mexiko.   Den ligger i kommunen Sinaloa och delstaten Sinaloa, i den västra delen av landet, 1 200 km nordväst om huvudstaden Mexico City. Mixquitillo ligger 68 meter över havet och antalet invånare är 132.
Terrängen runt Mixquitillo är platt. Runt Mixquitillo är det glesbefolkat, med 19 invånare per kvadratkilometer. Närmaste större samhälle är La Trinidad, 19,1 km sydväst om Mixquitillo. Trakten runt Mixquitillo består till största delen av jordbruksmark.